# 関根一志
関根 一志（せきね ひとし、1963年4月5日 - ）は、日本の経営者。常磐興産株式会社取締役社長。

## 人物・経歴
1963年4月5日福島県いわき市生まれ。1987年3月千葉商科大学商経学部卒業。同年4月 株式会社東日本計算センター入社。
1990年3月常磐興産株式会社入社。2000年2月観光事業本部営業部長、2013年7月管理本部企画室長、2017年7月執行役員企画実施部門総合企画部長、2020年7月上席執行役員レジャーリゾート事業本部長、2020年11月上席執行役員営業統括第一部・営業統括第二部担当、2021年6月 取締役執行役員営業統括第一部・営業統括第二部担当、2022年6月同取締役執行役員スパリゾートハワイアンズ統括管掌兼業務推進部・CS企画、2023年6月常務取締役スパリゾートハワイアンズ統括管掌兼業務推進部・CS企画部・エンターテイメント部担当、2024年6月代表取締役社長就任。2025年4月取締役社長執行役員。